# Chiquito de la Calzada
Gregorio Esteban Sánchez Fernández, auch Chiquito de la Calzada genannt (* 28. Mai 1932 in Málaga; † 11. November 2017 ebenda) war ein spanischer Humorist, Flamenco-Sänger und Schauspieler.
Seine Karriere als Sänger startete Chiquito als Kind und er arbeitete in mehreren Theatern und Auditorien in Spanien und Japan.
Er wurde in den 1990er-Jahren bekannt durch Genio y figura (Antena 3, 1994).

## Filmografie
- 1996: Aquí llega Condemor (el pecador de la pradera)
- 1997: Brácula: Condemor II
- 1998: Señor alcalde
- 1998: Papá Piquillo
- 2002: El oro de Moscú
- 2003: Franky Banderas
- 2009: Spanish Movie